# 道 (位相幾何学)

R² において A から B へ結んだ適当な道に沿って辿った点の全体。同じ点集合上を異なる仕方で追跡するとそれは別の道となることに注意。

数学の特に位相幾何学における道（みち、英: path; パス、経路）は、単位閉区間 I ≔ [0, 1] からの連続写像を言う。より明確に、位相空間 X 内の道とは、連続写像 f: [0, 1] → X を言い、f(0) をこの道の始点 (initial point)、f(1) を終点 (terminal point) と呼ぶ。始点 x および終点 y を持つ道はしばしば「x から y へ結ぶ道」などと呼ばれる。この場合の「道」は X の曲線的な部分集合というばかりではなく、それを追跡する媒介変数のとり方まで込めて言うことに注意する（例えば、[0, 1] 上で f(x) ≔ x と g(x) ≔ x2 は実数直線内の相異なる道を表す）。
位相空間 X 内の、点 x ∈ X を基点 (base, base point) とする閉道（あるいはループ）とは x から x へ結ぶ道を言う。写像の言葉で書けば、閉道は f: I → X（ただし、f(0) = f(1) と書けるが、単位円 S1 からの写像 f: S1 → X と書くこともできる（位相幾何学において S1 は I を 0 ∼ 1 を同一視して得られる商位相空間（等化空間）と見なすことができることに注意する）。位相空間 X 内の閉道全体の成す集合を一つの位相空間と見ることができ、X のループ空間 ΩX と呼ぶ。
任意の二点を結ぶ道が存在する位相空間は弧状連結（あるいは道連結）であると言う。任意の位相空間は、弧状連結成分に分割することができる。空間 X の弧状連結成分全体の成す集合はしばしば π0(X) と書かれる。
道および閉道は点付き空間においても定義され、ホモトピー論において重要である。X が基点 x0 を持つ位相空間とすれば、X 内の道とは基点 x0 を始点とするものを言い、同様に X 内の閉道は空間の基点 x0 を基点とするものを言う。

## 道のホモトピー

二つの道の間のホモトピー

道および閉道はホモトピー論と呼ばれる代数的位相幾何学の一分科において中心的な研究主題である。道のホモトピーはその端点を固定した連続変形という概念を明確に定義したものである。
具体的には、X 内の道のホモトピーあるいは道ホモトピー (path-homotopy) とは、I で添字付けられた X 内の道の族 ft: I → X で条件
- ft(0) ≔ x0 および ft(1) ≔ x1 は t に依らず一定、
- 写像 F: I × I → X; F(s, t) ≔ ft(s) は二変数写像として連続

を満たすものを言う。ホモトピーで結ばれた二つの道 f0, f1 はホモトピック（あるいは決まった空間の間の任意の連続写像の上で定義されるより一般の関係としてのホモトピーと区別する場合には特に道ホモトピック）であるという。同様に、閉道の間にも基点を動かさないホモトピーを定義することができる。
位相空間内の道に対してホモトピックであるという関係は同値関係である。この同値関係に関する道 f の属する同値類を f のホモトピー類と呼び、しばしば [f] で表す。

## 道の合成
位相空間 X 内のいくつかの道に対して、それらを順番に辿るというあからさまな方法で、それらの合成を行うことができる。すなわち、f が x から y へ結ぶ道、g が y から z へ結ぶ道であるとき、合成道 fg はまず f を辿ってから g を辿る道として {\displaystyle fg(s):={\begin{cases}f(2s)&0\leq s\leq {\frac {1}{2}}\\g(2s-1)&{\frac {1}{2}}\leq s\leq 1\end{cases}}}
で定義される。明らかなことではあるが、道の合成は f の終点と g の始点が一致している場合にのみ定義されるものである。基点 x0 を持つ閉道全体の成す集合の中で考えるならば、道の合成は二項演算を与えるものである。
道の合成は、たとえそれが定義されても、結合的でない（媒介変数のとり方に違いがある）が、道ホモトピーの違いを除いて結合的である—すなわち [(fg)h] = [f(gh)] が成り立つ. x0 を基点とする X 内の閉道のホモトピー類全体の成す集合は、道の合成に関して群の構造を持つ。この群は x0 を基点とする X の基本群 π1(X, x0) と呼ばれる。
「厳密な意味」("on the nose") で道の合成に結合性を要求したい場面では、X 内の道として、適当な実数 a > 0 に対する区間 [0, a] からの写像を定義として採用することを考えればよい。この意味での道 f に対して、その長さを |f| ≔ a と定義すれば、道の合成を（上で定義したものからやや変更して）{\displaystyle fg(s):={\begin{cases}f(s)&0\leq s\leq |f|\\g(s-|f|)&|f|\leq s\leq |f|+|g|\end{cases}}}
と定めることにより（先の定義では f, g, fg の長さが全て 1 となるように定めていた）、この定義のもと |fg| = |f| + |g| であり、この合成は厳密に結合的となる。前の定義で結合性が成り立たなかったのは、(fg)h および f(gh) が同じ長さ 1 を持つにもかかわらず、(fg)h の中点は g と h の間にある一方、f(gh) の中点は f と g の間にあったからであった。修正した定義では (fg)h と f(gh) は同じ長さ |f| + |g| + |h| を持ち、かつ中点をともに |f|+|g|+|h|⁄2 の位置に持つ（だけでなく、より一般に曲線全体に亙って同じ媒介変数で追跡することができる）。

## 基本亜群
道を圏論的に取り扱うのもときには有効である。任意の位相空間 X に対して、X の各点を対象とし、道のホモトピー類を射とする圏を考えることができる。この圏における任意の射は同型射となるから、この圏は亜群であり、X の基本亜群と呼ばれる。この圏における閉道は自己射（したがって実際には自己同型射）に対応し、x0 を基点とする X 内の閉道全体の成す自己同型群は上で述べた x0 を基点とする基本群にほかならない。より一般に、X の任意の部分集合 A 上の基本亜群を、A 内の点を結ぶ道に関するホモトピー類を用いて定義することができる。そのように扱うことはファン・カンペンの定理において便利である。